# 모세우시정
모세우시정(일본어: 妹背牛町)은 일본 홋카이도 소라치 종합진흥국 관내 북부에 있는 정이다.
이름의 유래는 아이누어의 ‘모세우시’(モセウシ)로 ‘모세·우시·이’(モセ・ウシ・イ, 쐐기풀이 많이 자라는 곳)가 와전된 것이라고 한다. 당초에는 '望畝有志'로 표기되었지만, 1898년에 현행 표기인 '妹背牛'로 변경되었다.

## 지리
홋카이도 소라치 종합진흥국 관내 북부의 이사카리평야 북단, 우류평야 중앙에 위치해 모든 곳이 평탄하다. 시가지는 이시카리강 우안에 있고 주변부는 논이 펼쳐진다.

### 인접한 자치체
- 소라치 종합진흥국
  - 후카가와시
  - 다키카와시
  - 우류군 짓푸베쓰정, 호쿠류정, 우류정

## 역사
- 1923년 - 모세우시촌이 후카가와촌(현 후카가와시)에서 분리되었다.
- 1952년 - 정으로 승격해 모세우시정이 되었다.

## 경제
농업이 기간산업이 되고 있다. 특히 쌀 생산에 특화되어 홋카이도에서도 유수의 곡창지대가 되고 있다. 또 허브를 사용한 무농약 재배를 도입하고 있다.

## 교통

### 철도
- 홋카이도 여객철도 하코다테 본선